# 다바야마촌
다바야마촌(일본어: 丹波山村)은 일본 야마나시현 기타쓰루군의 촌이다.

## 지리
야마나시현 북동단, 기타쓰루군 북서단에 위치하며, 간토 산지 남동부에 위치한다. 촌역의 대부분이 산림 지대로 지치부타마카이 국립공원에 속하면서 다마강 상류의 지류로 오쿠타마호로 동류하는 단바강이 계곡을 형성한다. 국도 411호선이 강을 따라 달리고 유역의 하안단구상이나 경사지에 취락이 점재한다. 다바야마 지구에는 공공 시설이 있어 마을의 중심지가 되고 있다. 아라카와 수계와 다마가와 수계의 분수령인 해발 2,000m급 지치부 산지를 경계로 사이타마현 및 도쿄도와 접하고 남쪽은 해발 1,000m급 다이보사쓰 산계의 지맥인 묘켄 시카쿠라 능선을 경계로 고스게촌과 접하며 서쪽은 다이보사쓰 봉우리를 경계로 고슈시 엔잔 지구와 접한다.
촌내에 있는 지치부 산지의 산에서는 히류산의 2,077m, 다이보사쓰 연봉의 산에서는 다이보사쓰령의 2,057m가 최고 지점이고 최저 지점은 동단 가모사와 지구의 535m이다.

## 인구
| 연도 | 인구  | ±%     |
| ---- | ----- | ------ |
| 1940 | 1,904 | —      |
| 1950 | 2,180 | +14.5% |
| 1960 | 2,261 | +3.7%  |
| 1970 | 1,581 | −30.1% |
| 1980 | 1,197 | −24.3% |
| 1990 | 1,037 | −13.4% |
| 2000 | 866   | −16.5% |
| 2010 | 684   | −21.0% |

## 역사
- 1889년 7월 1일 - 정촌제 시행으로 다바야마촌 단독으로 지자체를 형성하였다.

## 교통
야마나시현이지만 이 지역과 고후시 등 구니나카 지방(야마나시현)을 잇는 버스편은 존재하지 않는다. 대신에 동일본 여객철도 오메선 오쿠타마역에서 마을을 연결하는 버스가 있기 때문에 생활권은 야마나시현보다 도쿄도와 가깝다. 또 도쿄도 수도국이 관리하는 수원함양림(도쿄도 수원림)이 있다. 그 때문에 마을 안에 도쿄도 수도국 수원관리사무소가 존재해 다른 현의 행정 기관이 병존하는 형태가 되어 있다.

### 도로
- 국도 411호선(일본어판)